# محمد كاظم الهنداوي
محمد كاظم الهنداوي خطيب وعالم مسلم، وعضو في مجلس النواب العراقي، ورئيس لجنة الشهداء والضحايا والسجناء السياسيين. حاصل على شهادة بكالوريوس في الشريعة ويجيد اللغة الفارسية إلى جانب لغتهِ الام اللغة العربية.

## ولادته ونشأته
هو محمد بن الحاج كاظم الهنداوي، ولد في محافظة كربلاء، قضاء الهندية (طويريج) عام 1962م.
درس العلوم الدينية ابتداءً من سنة 1973م وكانت البداية في مساجد مدينته طويريج، ثم التحق بالحوزة العلمية في الأهواز سنة 1981م، وفي سنة 1983م التحق بحوزة قم، حيث دَرَس على يد كبار العلماء. ودرَّس الفقه والأصول واللغة والعلوم الدينية الأخرى والخطابة الحسينية في قم ودمشق والنجف وكربلاء، حيث تخرج على يديهِ مئات الخطباء والمبلغين. وهو وكيل شرعي لعدد من مراجع الدين الشيعة، [بحاجة لمصدر] وهو خطيب حسيني.

## كتبه
ألف كاظم الهنداوي عدة مؤلفات منها أحد عشر كتاباً في مجالات التفسير والأدب والتاريخ وسيرة أهل البيت ولهُ أربع كتب مخطوطة لم تطبع.

## أعماله
كان ضمن المعارضة السياسية منذ سنة 1977م وانتمى إلى صفوف حزب الدعوة الإسلامية سنة 1980م، حيث بدأ بالقتال المسلح من خلال كردستان العراق. ولقد اُعتقل وكان ينتمي إلى أسرة معارضة أعدم منهم في عهد حزب البعث واحد وعشرون رجلا، [بحاجة لمصدر] واُعتقل العديد من رجالها ونسائها.
كان لهُ دور في رعاية العراقيين في إيران وسوريا وتقديم المساعدات لهم.[بحاجة لمصدر]
بعد عودته إلى وطنه العراق عمل على حل النزاعات العالقة بين الأهالي في منطقة الفرات الأوسط وخصوصاً بين العشائر وقد وفّق بمعالجة الكثير من النزاعات، وهو من الموقعين على وثيقة مكة المكرمة لحقن الدم العراقي سنة 2006م.
لهُ اشتراك في تأسيس معاهد ومدارس علمية وثقافية داخل العراق وخارجه. وتبنى كفالة قرابة ألف من الأيتام والأسر المتعففة منذ سنة 2003م.
انتخب عضواً في مجلس النواب العراقي عام 2010م، وترأس خلالها لجنة الشهداء والضحايا والسجناء السياسيين، فاستطاع أن يقدم خدمات من خلال تشريع قوانين خاصة بالسياسيين في عهد حكومة حزب البعث منها:
(قانون السجناء السياسيين)، (قانون الفصل السياسي للموظفين وغير الموظفين)، (قانون تعويض الأشخاص الذين اقتطع جزء أو أجزاء من أجسادهم)، (قانون الشهداء الذين أعدمهم النظام البائد)، (قانون ضحايا العمليات الإرهابية والأخطاء العسكرية)، و (قانون صندوق تعويض جرائم الإبادة ضد الإنسانية).
ومن خلال مكاتبه الخمس في بغداد وكربلاء وبابل وذي قار والهندية كانت لهُ لقاءات يومية مع المواطنين، عمل خلالها على مساعدتهم في حل مشاكلهم ومتابعة معاملاتهم العالقة لدى دوائر الدولة ومؤسساتها، كما كانت لهُ مساهمات كثيرة في تعيين أبناء بلده في الوظائف المدنية والأمنية.
كان يتوافد المواطنون على مكاتبهِ من جميع أنحاء العراق.
مثَّل العراق في العديد من المحافل والمهرجانات والمؤتمرات العالمية،[بحاجة لمصدر].

## وفاته
توفي الشيخ محمد كاظم الهنداوي في كربلاء يوم 27 آذار 2024.